# Илија Антоновић
Илија Антоновић (Мелник, 3. март 1843 — Београд, 26. јул 1921) је био српски трговац и добротвор.
Антоновић је рођен 1843. године у Мелнику у Македонији. Као двогодишњак са родитељима се преселио у Београд. Почео је да ради у гвожђарској трговини свога брата Панајота. После четири године ступио је у службу код Анастаса Заха. Године 1875. отворио је самосталну гвожђарску радњу, у којој је запослио брата Панајота. Највећи део своје имовине завештао је Београдском универзитету, Дому сиротих девојака средњих школа, Београдској варошкој болници, Београдском женском друштву. Београдској трговачкој омладини завештао је своју двоспратну зграду у Карађорђевој улици, наменивши сав њен приход школи у којој се образује београдски трговачки подмладак.